# Гулд (Арканзас)
Гулд (англ. Gould) — місто (англ. city) в США, в окрузі Лінкольн штату Арканзас. Населення — 663 особи (2020).

## Географія
Гулд розташований на висоті 50 метрів над рівнем моря за координатами 33°59′14″ пн. ш. 91°33′51″ зх. д. / 33.98722° пн. ш. 91.56417° зх. д. (33.987140, -91.564061).  За даними Бюро перепису населення США в 2010 році місто мало площу 4,00 км², уся площа — суходіл.

## Демографія
Згідно з переписом 2010 року, у місті мешкало 837 осіб у 370 домогосподарствах у складі 229 родин. Густота населення становила 209 осіб/км².  Було 464 помешкання (116/км²). 
Расовий склад населення:
| - 78,5 % — чорних або афроамериканців - 18,6 % — білих - 1,4 % — осіб інших рас |

До двох чи більше рас належало 1,4 %. Іспаномовні складали 3,0 % від усіх жителів.
За віковим діапазоном населення розподілялося таким чином: 24,1 % — особи молодші 18 років, 59,1 % — особи у віці 18—64 років, 16,8 % — особи у віці 65 років та старші. Медіана віку мешканця становила 43,3 року. На 100 осіб жіночої статі у місті припадало 81,2 чоловіків;  на 100 жінок у віці від 18 років та старших — 81,4 чоловіків також старших 18 років.
Середній дохід на одне домашнє господарство  становив 29 029 доларів США (медіана — 16 458), а середній дохід на одну сім'ю — 37 347 доларів (медіана — 27 885). За межею бідності перебувало 40,6 % осіб, у тому числі 53,9 % дітей у віці до 18 років та 15,3 % осіб у віці 65 років та старших.
Цивільне працевлаштоване населення становило 203 особи. Основні галузі зайнятості: освіта, охорона здоров'я та соціальна допомога — 35,0 %, публічна адміністрація — 20,7 %, виробництво — 17,2 %.
За даними перепису населення 2000 року в Гулді мешкало 1305 осіб, 340 сімей, налічувалося 498 домашніх господарств і 602 житлових будинки. Середня густота населення становила близько 326,3 осіб на один квадратний кілометр. Расовий склад Гулда за даними перепису розподілився таким чином: 20,23 % білих, 78,01 %  — чорних або афроамериканців, 0,38 %  — корінних американців, 0,08 %  — азіатів, 0,54 %  — представників змішаних рас, 0,77 %  — інших народів. Іспаномовні склали 1,07 %  від усіх жителів міста.
З 498 домашніх господарств в 32,5 %  — виховували дітей віком до 18 років, 30,9 % представляли собою подружні пари, які спільно проживали, в 32,3 % сімей жінки проживали без чоловіків, 31,7 % не мали сімей. 28,3 % від загального числа сімей на момент перепису жили самостійно, при цьому 15,1 % склали самотні літні люди у віці 65 років та старше. Середній розмір домашнього господарства склав 2,61 особи, а середній розмір родини  — 3,17 особи.
Населення міста за віковим діапазоном за даними перепису 2000 року розподілилося таким чином: 31,9 %  — жителі молодше 18 років, 10,1 %  — між 18 і 24 роками, 22,2 %  — від 25 до 44 років, 20,3 %  — від 45 до 64 років і 15,5 %  — у віці 65 років та старше. Середній вік мешканця склав 32 роки. На кожні 100 жінок в Гулді припадало 79,0 чоловіків, у віці від 18 років та старше - 70,6 чоловіків також старше 18 років.
Середній дохід на одне домашнє господарство в місті склав  19 031 долар США, а середній дохід на одну сім'ю  — 24 028 доларів. При цьому чоловіки мали середній дохід в 25 833 долара США на рік проти 18 583 долара середньорічного доходу у жінок. Дохід на душу населення в місті склав 11 881 долар на рік. 28,0 % від усього числа сімей в населеному пункті і 35,3 % від усієї чисельності населення перебувало на момент перепису населення за межею бідності, при цьому 42,9 % з них були молодші 18 років і 33,6 %  — у віці 65 років та старше.